# 石井豊
石井 豊（1972年6月12日 - ）は、埼玉県出身のサッカー指導者、元サッカー選手。選手時代のポジションはディフェンダー（DF）。

## 来歴
浦和学院から明治大学に進学すると、2年生時からセンターバックとして活躍。4年時に同校の関東大学サッカーリーグ一部復帰に貢献し、二部リーグのベストイレブンに選出された。
大学卒業後は鳥栖フューチャーズに入団。DFながら強烈なフリーキックで得点を挙げるなど活躍したが、チーム解散の憂き目にあい、東京ガス（後のFC東京）へ移籍。4バックを採用していた東京ガスではサイドバックでも起用され、攻撃参加時にはしばしば豪快なロングシュートを放った。
引退後は4年間、母校の浦和学院高校サッカー部コーチを務め、2003年からFC東京に普及部コーチとして復帰。2005年に日本サッカー協会公認B級ライセンス取得。2006年からは強化部に入り選手スカウトを担当する。明治大学の後輩にあたる長友佑都のJリーグ特別指定、在学中でのプロ入りに尽力した一人。2015年からはFC東京の強化部長に就任した。

## 所属クラブ
- 1988年-1990年 浦和学院高校
- 1991年-1994年 明治大学
- 1995年-1996年  鳥栖フューチャーズ
- 1997年-1998年  東京ガスフットボールクラブ

## 指導歴
- 1999年-2002年 浦和学院高校サッカー部コーチ
- 2003年-現在 FC東京
  - 2003年 - 2005年 普及部コーチ
  - 2006年 - 2014年 強化部
  - 2015年 - 2020年 強化部長
  - 2021年　スカウト
  - 2022年 - 2023年 スポーツダイレクター兼ヘッドオブスカウト
  - 2024年 - ヘッドオブリクルートメント